# Іванюк-Корф Наталія Анатоліївна
Корф-Іванюк Наталія — українська художниця.
Народилася 16 квітня 1985 р. у м. Кременчук. Живе та працює у Києві.

## Освіта
В 2002 почала навчання в Полтавському національному технічному університеті  ім. Ю. Кондратюка, кафедра Образотворчого мистецтва.
В 2008 отримала ступінь Магістра Образотворчих Мистецтв.
З 2008 до 2015 викладач на кафедрі Образотворчого мистецтва Полтавського національного технічного університета  ім. Ю. Кондратюка.
З 2002 року — активна учасниця Всеукраїнських, міжнародних виставок та пленерів.
З 2010 року член Національної Спілки Художників України. [Архівовано 22 листопада 2019 у Wayback Machine.]

## Нагороди. Відзнаки
- Лауреат ІІ премії М. Г. Дерегуса, м. Київ, 2011.
- Лауреат І премії Всеукраїнської виставки пейзажу «Меморіал А. І. Куїнджі» м.Маріуполь, 2012.
- Лауреат Всеукраїнської виставки «Український натюрморт», Київ, 2013.
- Лауреат ІІІ премії Всеукраїнської виставки «Триєнале живопису — 2013», Київ, 2013.

## Роботи зберігаються
- Серія робіт «З сільського життя» зберігається в Художньому музеї ім. М. Ярошенка м. Полтава.
- Диптих «Любощі» поповнює колекцію Музею сучасного мистецтва України, Київ.
- Диптих «Іван та Марічка» експонується у Музеї І. Миколайчука, м.Буковина.
- Роботи знаходяться у приватних колекціях України, Росії, Канади, Франції, Німеччини.

## Міжнародні проекти
- Міжнародна виставка «Шість мистців з України» Італія, м. Ровена, 2000;
- Міжнародний керамічний симпозіум м. Слов'янськ 2004;
- Міжнародна виставка «Дороги Гоголя» м. Санкт-Петербург 2012;
- Міжнародний фестиваль «ГОГОЛЬFEST-2014» проект «Тарасова гора», м. Київ
- Міжнародний симпозіум «Комунікації» Україна, 2015;
- Міжнародний пленер «Chapeau Art Residency 2015» Україна, 2015;
- Міжнародний благодійний аукціон «Сердце Мира» Український Дім, м. Київ, 2015,
- Міжнародний фестиваль художніх проектів «X ART- KYIV Contemporary 2015» проект «Присутність. Один день.», м. Київ;
- Учасник фестивалю сучасного мистецтва молодих художників FELDMAN Art Park;
- Міжнародний фестиваль «ГОГОЛЬFEST-2016», Київ, 2016;

## Вибрані (персональні) виставки
- Галерея «Я. Гретера», м. Київ 2014;
- Будинок Художника, НСХУ, м. Київ, 2014;
- Галерея «АВС-арт», м. Київ, 2014;
- Галерея Мистецтв ім. М.Ярошенка, Полтава, 2015;
- Персональний проект «Жива матерія» в галереї Sky Art Foundation, м. Київ 2016; [Архівовано 20 лютого 2020 у Wayback Machine.]
- Персональний проект «Протиріччя. Протистояння», Національний музей «Київська картинна галерея», 2016;
- Персональний проект «КВІТИ», Музей історії Києва,2017;
- Міжнародний фестиваль художніх проектів « X ART- KYIV Contemporary 2015» проект «Присутність. Один день.», м. Київ;
- Персональний проект «День третій», галерея White World, м. Київ, 2018;
- Родинний проект «Лад», Музей історії Києва, 2018;
- Персональний проект «KILIM», галерея TRIPTYCH, м. Київ, 2019.
- Персональний проект Life.Still.Life галерея Mironova Foundation, м. Київ, 2019.

## Групові виставки
- Всеукраїнська виставка «Жінки України — мистці», м. Київ 2002;
- Всеукраїнська виставка «Триієнале графіки-2006», м. Київ, 2006;
- Всеукраїнська виставка «Різдвяна», м. Київ, 2007;
- Всеукраїнська виставка «Мальовнича Україна», м. Київ 2008;
- Всеукраїнська виставка «До Дня художника», м. Київ, 2009;
- Всеукраїнська виставка «200-річчя М. В. Гоголя», м. Полтава,2009;
- Всеукраїнська виставка «До 65-річчя перемоги Великої вітчизняної війни», м. Київ, 2010;
- Всеукраїнська виставка «Мальовнича Україна», м. Київ 2010;
- Всеукраїнська виставка «Трієнале живопису — 2010», м. Київ, 2010;
- Всеукраїнська виставка «Полтавській Обласній Організації НСХУ 40 років», м. Київ, 2010;
- Всеукраїнська виставка «До 140 річчя від дня народження Лесі Українки», м. Київ, 2011;
- Всеукраїнська виставка «Мальовнича Україна», м. Київ 2011;
- Всеукраїнська виставка «Різдвяна», м. Київ, 2011;
- Всеукраїнська виставка «До дня художника», м. Київ, 2011;
- Всеукраїнська виставка пейзажу «Меморіал А. І. Куїнджі», м. Маріуполь, 2012;
- Всеукраїнська виставка «Український натюрморт», м. Київ, 2012;
- Всеукраїнська виставка «Різдвяна», м. Київ,, 2012;
- Міжнародна виставка «Дороги Гоголя», м. Санкт-Петербург, 2012;
- Всеукраїнська виставка «Український натюрморт», м. Київ, 2013;
- Всеукраїнська виставка «Різдвяна», м. Київ, 2013;
- Всеукраїнська виставка «Жіночий портрет», м. Київ, 2013;
- Всеукраїнська виставка «Великодня», м. Маріуполь, 2013;
- Всеукраїнська виставка «Мальовнича Україна», м. Київ 2013;
- Всеукраїнська виставка «Трієнале живопису -2013», м. Київ,2013;
- Всеукраїнська виставка «ДЕНЬ НЕЗАЛЕЖНОСТІ УКРАЇНИ», м. Київ, 2013;
- Всеукраїнська виставка «110-річчю встановлення пам'ятника І. П. Котляревському» м. Полтава, 2013;
- Всеукраїнська виставка «Від трипілля до сьогодення», м. Київ, 2014;
- Всеукраїнська виставка «Присвячена пам'яті Т. Г. Шевченка», м. Київ, 2014;
- Всеукраїнська виставка «До дня художника» м. Київ2015;
- Всеукраїнська виставка «Різдвяна», м. Київ, 2016;
- Всеукраїнський пленер « GREEN LIFE» м. Київ, 2016.
- «Середовище Існування. Маніфест 2020», Галерея «Лавра», місто Київ, 2020;

## Публікації
Мистецтво України, «Пам'ять мистецтва», 2018, Kyiv  [Архівовано 26 лютого 2020 у Wayback Machine.]: Всеукраїнське тріенале « Живопис-2013» Київ 2013: «Образотворче Мистецтво» Київ 2013;
«Мальовнича Україна». Всеукраїнська художня виставка до дня народження Т. Г. Шевченка. Київ.2013;
Каталог Всеукраїнського живописного пленеру « GREEN LIFE», 2015;
«Україна від трипілля до сьогодення, в образах сучасних художників». Каталог Шостої Всеукраїнської художньої виставки, Київ.
Каталог Шостої Всеукраїнської виставки мистецтв, Київ, 2014;
Корф-Іванюк Наталія. Живопис. Каталог. Київ 2015;
«Образотворче Мистецтво» № 1/ 2015;
«Образотворче Мистецтво» № 2/ 2014;
«Енциклопедія Мистецтва Полтавщини», Полтава 2014-2015, Т. 1-2.